# Ukraińska Formuła Easter
Ukraińska Formuła Easter – cykl wyścigów samochodowych rozgrywanych w Ukraińskiej SRR według przepisów Formuły Easter.

## Mistrzowie
| Sezon | Mistrz                    | Zespół                    | Samochód                  |
| ----- | ------------------------- | ------------------------- | ------------------------- |
| 1977  | ?                         | ?                         | ?                         |
| 1978  | ?                         | ?                         | ?                         |
| 1979  | Aleksandr Miedwiedczenko  | DOSAAF Kijów              | Estonia 19-Łada           |
| 1980  | Aleksandr Miedwiedczenko  | DOSAAF Kijów              | Estonia 19-Łada           |
| 1981  | Aleksiej Warawin          | DOSAAF Kijów              | Estonia 19-Łada           |
| 1982  | Aleksiej Warawin          | DOSAAF Kijów              | Estonia 20-Łada           |
| 1983  | ?                         | ?                         | ?                         |
| 1984  | ?                         | ?                         | ?                         |
| 1985  | ?                         | ?                         | ?                         |
| 1986  | ?                         | ?                         | ?                         |
| 1987  | ?                         | ?                         | ?                         |
| 1988  | ?                         | ?                         | ?                         |
| 1989  | Aleksiej Warawin          | DOSAAF Kijów              | Estonia 21.10-Łada        |
| 1990  | mistrzostw nie rozgrywano | mistrzostw nie rozgrywano | mistrzostw nie rozgrywano |
| 1991  | Aleksiej Warawin          | DOSAAF Kijów              | Estonia 21.10-Łada        |